# 대전차 병기
대전차 병기(Man-portable anti-tank systems, MANPATS 또는 MPATS)는 전통적으로 무거운 포탄형 발사체를 발사하는 휴대용 어깨 발사 발사체 시스템으로(투척 및 돌진 무기가 존재했지만) 일반적으로 장갑 차량, 야전 요새와 같은 보호 대상과 싸우기 위해 설계되었다. 때로는 저공 비행 항공기(특히 헬리콥터)도 있다.

## 같이 보기
- 대전차 미사일
- 자돌폭뢰
- PIAT
- 총류탄
- 접착폭탄
- 돌격권총